# Tàu ngầm lớp I-201
Tàu ngầm lớp I-201 là một loại tàu ngầm của Hải quân Đế quốc Nhật Bản trong chiến tranh thế giới thứ hai. Loại tàu ngầm được thiết kế nâng cao để có thể di chuyển với tốc độ nhanh khi lặn được biết với cái tên Loại tàu ngầm cao tốc (潜高大型, sentaka daigata hoặc 潜高型, sentakagata). Chúng là loại tàu ngầm hoạt động nhanh nhất từng được đóng trong chiến tranh thế giới thứ hai, vượt qua cả loại tàu ngầm Kiểu XXI của Đức.
Hải quân Nhật đã dự kiến đóng 23 chiếc tàu ngầm loại I-201 tại khu đóng tàu hải quân Kure trong một chương trình đóng tàu lớn vào năm 1943. Tuy vậy, do chiến sự xấu đi nên chỉ có tám chiếc được hạ thủy và chỉ có ba chiếc là được hoàn thành trước khi chiến tranh kết thúc. Đó là I-201, I-202 và I-203. Không có chiếc nào từng được sử dụng trong chiến đấu.

## Bối cảnh
Vào năm 1938 Hải quân Đế quốc Nhật Bản đã đóng thử nghiệm một tàu ngầm có tốc độ cao để có thể xác định mục đích sử dụng cho loại tàu này, với các thiết kế có tên là tàu ngầm số 71 (第71号艦) đã được thực hiện và được đánh giá là có thể sử dụng tốt trong việc tuần tra giữ an ninh. Dựa vào các thí nghiệm của tàu ngầm loại nhỏ có tốc độ cao trước kia, trọng lượng của chiếc Số 71 đã được giảm xuống chỉ còn 230 tấn khi nổi với chiều dài 43 m. Nó có thể đạt được tốc độ hơn 21 kn (39 km/h) đã khiến cho nó trở thành tàu ngầm chạy nhanh nhất vào thời đó. Các kết quả đạt được từ việc thử nghiệm với Số 71 đã được làm nền tảng cho các chiếc tàu ngầm lớp I-201 sau này

## Thiết kế
Vào cuối năm 1942 Hải quân Đế quốc Nhật Bản đã thấy được vấn đề rõ ràng là các tàu ngầm của họ không thể sống sót qua các trận địa chống tàu ngầm với các công nghệ mới đã được nghiên cứu và đưa vào sử dụng như rada, HF/DF, bộ phận bắt âm, và các loại bom chống tàu ngầm mới. Do đó, một loại tàu ngầm mới với tốc độ di chuyển khi lặn cao hơn khi nổi, lái nhanh, di chuyển một cách thầm lặng dưới mặt nước cũng như có tầm hoạt động dưới mặt nước cao hơn, thực sự cần thiết.
Chỉ huy trưởng bộ tham mưu của Hải quân Đế quốc Nhật Bản đã chính thức xác nhận về sự yêu cầu về việc đóng các tàu ngầm có tốc độ cao vào 10/1943, cùng với kế hoạch được bắt đầu thực hiện năm 1944 bắt đầu đóng vào 1945, 23 tàu ngầm có tốc độ cao (Sentaka) với các thiết kế tạm thời mang tên "tàu Số 4501-4523"
Chỉ huy trưởng bộ tham mưu của Hải quân Hoàng gia Nhật Bản cuối cùng đã ra quyết định trong Mệnh lệnh Số 295 vào ngày 29/10/1943 cho ban cơ khí hải quân. Trong đó có nói việc giảm tốc độ khi lặn của tàu từ 25 kn (46 km/h) xuống còn 20 kn (37 km/h) để có thể thực hiện các thử nghiệm trên thực tế trước. Dù sao đi nữa thì chúng vần là các tàu ngầm có tốc độ nhanh nhất trong thế chiến thứ hai hơn cả tàu ngầm Kiểu 11 của Đức.
Để có thể đáp ứng đủ các yêu cầu thì thiết kế phải có các phần sau:
- Tàu chỉ có thể có một lớp vỏ chịu lực.
- khoang dằn tàu phải được đặt cao hơn các tàu ngầm thời điểm đó để có thể đặc trọng tâm chính xác hơn và tăng độ ổn định của tàu cũng như linh hoạt hơn.
- Tạo hình dáng khí động học hơn cho vỏ chịu lực của tàu.
- Làm tháp gắn kính tiềm vọng càng nhỏ càng tốt.
- Thay vì gắn pháo thẳng vào thân tàu thì làm trên bệ để có thể rút vào/kéo ra.
- Sàn tàu phía trên làm bằng thép thay vì bằng gỗ.
- Trang bị hệ thống thông hơi dưới nước cho tàu.
- Trang bị các bánh lái ngang lớn cho tàu ở phần đuôi.

Tàu ngầm lớp I-201 trông hơi giống như loại tàu I-boat xuất hiện sớm hơn, với việc có tầm hoạt động xa và có tốc độ cao khi lặn. Tuy nhiên I-201 lại có khả năng lặn xuống rất nhanh. Nó có những nét riêng là có các mô tơ điện mạnh mẽ, toàn bộ vỏ tàu có hình dáng khí động học, và có lượng lớn khe cắm pin (ác quy) với 4.192 khe. Tốc độ tối đa của nó là 19 knot (35 km/h) gấp đôi tốc độ của tàu ngầm được thiết kế tốt nhất của Hoa Kỳ. Dù vậy tàu ngầm lớp I-201 cũng giống như các tàu ngầm của Nhật lúc đó, nó có một ống thông hơi giúp cho động cơ diesel hoạt động dưới nước trước khi động cơ điện có thể hoạt động.
Tàu ngầm lớp I-201 có lượng giãn nước 1.291 tấn khi nổi và 1.451 tấn khi lặn. Nó đã được thử nghiệm ở độ sâu tối đa là 110 m. Những con tàu này được trang bị vũ khí là ống phóng ngư lôi 533 mm và 10 quả ngư lôi Kiểu 95, hai súng chống máy bay 25 mm được gắn trên bệ có thể rút vào và kéo ra để có thể tăng hình dáng khí động học. Các thiết kế cho loại tàu này là để phục vụ cho việc sản xuất hàng loạt với phần lớn bộ phận có thể đúc tại nhà máy và sau đó mang đi lắp ráp trong công đoạn cuối cùng.

## Số phận
Hai chiếc tàu ngầm I-201 và I-202 đã bị tịch thu và mang đi nghiên cứu bởi hải quân Hoa Kỳ khi kết thúc chiến sự. Chúng nằm trong nhóm bốn chiếc tàu ngầm tính luôn cả hai chiếc tàu ngầm khổng lồ I-400 và I-401 được đưa đến Hawaii bởi hải quân Hoa Kỳ để phục vụ cho việc nghiên cứu sau này.
Ngày 26 tháng 3 năm 1946, hải quân Hoa Kỳ đã quyết định đánh đắm tất cả các tàu ngầm mà họ chiếm được của Nhật Bản để tránh không cho các công nghệ này lọt vào tay Liên Xô khi bắt đầu cuộc Chiến tranh Lạnh. Vào ngày 5 tháng 4 năm 1946, I-202 đã bị đánh đắm tại vùng biển Nhật Bản. Đến ngày 21 tháng 5, I-203 đã bị bắn ngư lôi và chìm bởi tàu ngầm USS Caiman ngoài khơi Hawaii. Hai ngày sau, I-201 đã bị bắn ngư lôi và chìm bởi tàu ngầm USS Queenfish. Phòng nghiên cứu đáy biển Hawaii đã tìm ra xác chiếc tàu ngầm này ngoài khơi gần Hawaii năm 2009 khi đang sử dụng tàu ngầm nghiên cứu đáy biển.

## Các tàu đã được đóng
- I-201 bị bắt và đánh chìm bởi tàu ngầm USS Queenfish vào 23/05/1946.
- I-202 bị bắt và đánh chìm bởi hải quân Hoa Kỳ ngoài khơi quần đảo Gotō vào 05/04/1946.
- I-203 bị bắt và đánh chìm bởi tàu ngầm USS Caiman vào 21/05/1946.
- I-204 bị chìm vì bị máy bay tấn công tại Kure vào 22/06/1945 được vớt lên và tháo dỡ ở Kure từ tháng 2 đến tháng 5 năm 1948.
- I-205 bị chìm vì bị máy bay tấn công tại Kure vào 28/07/1945 được vớt lên và tháo dỡ ở Kure từ tháng 5 đến tháng 8 năm 1948.
- I-206 bị tháo dỡ tại Kure từ tháng 10 đến tháng 11 năm 1946.
- I-207 chỉ hoàn thành được 20% và việc đóng tàu phải dừng lại vào 17/04/1945 và bị tháo dỡ tại Kure từ tháng 4 đến tháng 5 năm 1946.
- I-208 chỉ hoàn thành được 20% và việc đóng tàu phải dừng lại vào 17/04/1945 và bị tháo dỡ tại Kure từ tháng 4 đến tháng 5 năm 1946.